# Heiberg (släkt)
Heiberg är en släkt som härstammar från den norske fogden Søfren Lauritssøn (död 1653), troligen av danskt ursprung. Søfren Lauritssøn sonson sogneprästen Søfren Heiberg (död 1713) blev stamför för läkargrenen i Danmark och Norge, medan dennes bror Giert Heiberg (1660-1724) blev stamfar för den gren de danska författarna tillhör.
Bland släktens medlemmar märks:
- Peter Andreas Heiberg (1758-1841), dansk författare
- Johan Ludvig Heiberg (1791-1860), dansk författare
- Christen Heiberg (1799-1872), dansk läkare
- Johan Fritzner Heiberg (1805-1883), generalkirurg vid norska armén
- Johanne Luise Heiberg (1812-1890), dansk skådespelare
- Peter Andreas Christian Heiberg (1837-1875), dansk botaniker
- Hjalmar Heiberg (1837-1897), norsk läkare
- Jacob Munch Heiberg (1843-1888), norsk anatom
- Axel Heiberg (1848-1932), norsk konsul
- Johan Ludvig Heiberg (1858-1928), dansk filolog
- Jacob Wilhelm Rode Heiberg (1860-1943), norsk ämbetsman
- Gunnar Heiberg (1857-1929), norsk författare och teaterman
- Kristian Axel Heiberg (född 1880), dansk läkare
- Jean Heiberg (1884-1976), norsk målare
- Hans Heiberg (1904-1978), norsk författare och teaterchef
- Kirsten Heiberg (1907-1976), norsk skådespelare
- Else Heiberg (1910-1972), norsk skådespelare
- Kasper Heiberg (1928-1984), dansk konstnär